# Deutsche Alpine Skimeisterschaften 2004
Die Deutschen Alpinen Skimeisterschaften 2004 fanden vom 20. bis 28. März 2004 in St. Moritz statt.

## Herren

### Abfahrt
| Platz | Name                 | Zeit        |
| ----- | -------------------- | ----------- |
| 01    | Florian Eckert       | 1:34,45 min |
| 02    | Peter Strodl         | 1:34,70 min |
| 03    | Stefan Stankalla     | 1:34,77 min |
| 04    | Johannes Stehle      | 1:34,80 min |
| 05    | Martin Kraus         | 1:35,10 min |
| 06    | Wolfgang Rieder      | 1:35,26 min |
| 07    | Roman Rätze          | 1:35,32 min |
| 08    | Borek Zakouřil (CZE) | 1:35,73 min |
| 09    | Stephan Keppler      | 1:36,20 min |
| 010   | Andreas Horn         | 1:36,33 min |

Datum: 26. März 2004

Ort: St. Moritz

### Super-G
| Platz | Name                    | Zeit        |
| ----- | ----------------------- | ----------- |
| 01    | Finlay Mickel (GBR)     | 1:20,57 min |
| 02    | Justin J. Johnson (USA) | 1:20,85 min |
| 03    | Craig Branch (AUS)      | 1:20,89 min |
| 04    | Wolfgang Rieder         | 1:20,93 min |
| 04    | Florian Eckert          | 1:20,93 min |
| 06    | Borek Zakouřil (CZE)    | 1:21,30 min |
| 07    | Andreas Ertl            | 1:21,31 min |
| 08    | Martin Kraus            | 1:21,33 min |
| 09    | Stefan Stankalla        | 1:21,48 min |
| 010   | Johannes Stehle         | 1:21,77 min |

Datum: 27. März 2004

Ort: St. Moritz

### Riesenslalom
| Platz | Name                   | Zeit        |
| ----- | ---------------------- | ----------- |
| 01    | Andreas Ertl           | 2:23,38 min |
| 02    | Felix Neureuther       | 2:23,39 min |
| 03    | Peter Strodl           | 2:24,13 min |
| 04    | Marc Berthod (SUI)     | 2:24,18 min |
| 05    | Akira Sasaki (JPN)     | 2:24,45 min |
| 06    | Stefan Stankalla       | 2:25,03 min |
| 07    | Claudio Sprecher (LIE) | 2:25,07 min |
| 08    | Christoph Dreier (AUT) | 2:25,33 min |
| 09    | Wolfgang Rieder        | 2:25,62 min |
| 010   | Markus Eberle          | 2:25,65 min |

Datum: 20. März 2004

Ort: St. Moritz

### Slalom
| Platz | Name                      | Zeit        |
| ----- | ------------------------- | ----------- |
| 01    | Alois Vogl                | 1:37,89 min |
| 02    | Stefan Kogler             | 1:38,64 min |
| 03    | Martin Kroisleitner (AUT) | 1:39,51 min |
| 04    | Andreas Ertl              | 1:39,89 min |
| 05    | Christoph Dreier (AUT)    | 1:40,05 min |
| 06    | Ondřej Bank (CZE)         | 1:40,49 min |
| 07    | Daniel Hutter (AUT)       | 1:41,37 min |
| 08    | Philipp Meysel            | 1:42,35 min |
| 09    | Raphael Himmelsbach       | 1:42,60 min |
| 010   | Stefan Hemetsberger (AUT) | 1:42,79 min |

Datum: 21. März 2004

Ort: St. Moritz

### Super-Kombination
nicht ausgetragen

## Damen

### Abfahrt
| Platz | Name                       | Zeit        |
| ----- | -------------------------- | ----------- |
| 01    | Petra Haltmayr             | 1:37,89 min |
| 02    | Monika Bergmann-Schmuderer | 1:39,69 min |
| 03    | Gina Stechert              | 1:40,21 min |
| 04    | Fanny Chmelar              | 1:40,79 min |
| 05    | Leanne Smith (USA)         | 1:42,04 min |
| 06    | Monika Springl             | 1:42,41 min |
| 07    | Katrin Faschian            | 1:42,61 min |
| 08    | Nina Perner                | 1:42,71 min |
| 09    | Theresia Jocher            | 1:43,47 min |
| 010   | Miroslava Škubalová (CZE)  | 1:43,66 min |

Datum: 26. März 2004

Ort: St. Moritz

### Super-G
| Platz | Name                      | Zeit        |
| ----- | ------------------------- | ----------- |
| 01    | Maria Riesch              | 1:22,21 min |
| 02    | Petra Haltmayr            | 1:23,03 min |
| 03    | Fanny Chmelar             | 1:25,65 min |
| 04    | Nina Perner               | 1:25,76 min |
| 05    | Gina Stechert             | 1:26,21 min |
| 06    | Leanne Smith (USA)        | 1:26,34 min |
| 07    | Marion Steeb              | 1:27,08 min |
| 08    | Monika Springl            | 1:27,17 min |
| 09    | Carolin Fernsebner        | 1:27,26 min |
| 010   | Miroslava Škubalová (CZE) | 1:28,06 min |

Datum: 27. März 2004

Ort: St. Moritz

### Riesenslalom
| Platz | Name                       | Zeit        |
| ----- | -------------------------- | ----------- |
| 01    | Martina Ertl               | 2:06,74 min |
| 02    | Maria Riesch               | 2:07,59 min |
| 03    | Hilde Gerg                 | 2:08,02 min |
| 04    | Monika Bergmann-Schmuderer | 2:08,35 min |
| 05    | Petra Haltmayr             | 2:08,76 min |
| 06    | Carolin Fernsebner         | 2:09,06 min |
| 07    | Kathrin Hölzl              | 2:09,57 min |
| 08    | Eva Burger                 | 2:09,74 min |
| 09    | Anja Blieninger            | 2:09,99 min |
| 010   | Manuela Suitner (AUT)      | 2:10,07 min |

Datum: 21. März 2004

Ort: St. Moritz

### Slalom
| Platz | Name                       | Zeit        |
| ----- | -------------------------- | ----------- |
| 01    | Monika Bergmann-Schmuderer | 1:32,34 min |
| 02    | Annemarie Gerg             | 1:32,35 min |
| 03    | Martina Ertl               | 1:32,37 min |
| 04    | Kathrin Hölzl              | 1:32,55 min |
| 05    | Maria Riesch               | 1:33,41 min |
| 06    | Anja Blieninger            | 1:34,47 min |
| 07    | Fanny Chmelar              | 1:34,88 min |
| 08    | Sandra Gini (SUI)          | 1:35,50 min |
| 09    | Eliane Volken (SUI)        | 1:35,60 min |
| 010   | Sabrina Raich (AUT)        | 1:35,63 min |

Datum: 20. März 2004

Ort: St. Moritz

### Super-Kombination
nicht ausgetragen

## Anmerkung
1. 1 2 3 4 5  Ausländische Teilnehmer erhielten keine Medaillen.